# Opolská univerzita
Opolská univerzita (pol. Uniwersytet Opolski; lat.: Universitas Opoliensis) je největší vysoká škola ve slezském městě Opolí.
Opolská univerzita byla vytvořena v roce 1994 sloučením pedagogické univerzity (Wyższa Szkoła Pedagogiczna im. Powstańców Śląskich, založeno 1950) a opolské filiálky katolické univerzity v Lublinu. Rektorkou je profesorka Krystyna Czajová.

## Fakulty
- Fakulta ekonomie
- Fakulta filologie
- Fakulta dějin a pedagogiky
- Fakulta matematiky, fyziky a chemie
- Fakulta přírodních věd a techniky
- Fakulta teologie
- Fakulta judikatury a administrace